# خاتم‌الانبیا
خاتَم‌الانبیا، خاتَم‌النبیین یا خاتم‌الرسل، از لقب‌های محمد، پیامبر اسلام است. این اصطلاح در آیهٔ ۴۰ سورهٔ احزاب آمده: «ما کان محمد ابا احد من رجالکم و لکن رسول‌الله و خاتم النبیین و کان الله بکل شیء علیما».
خاتم در زبان عربی به معنای «مُهر، انگشتری و پایان» است و این واژه هم به معنای «واپسین پیامبران».
خاتمیت، از مسائل مهم در دین اسلام است. مسلمانان معتقدند الله از طریق وحی با دنیای مادی تماس داشته است و باور دارند که به فرد دیگری بعد از محمد وحی نخواهد رسید و محمد، «خاتم‌الانبیا» است.
با تکیه بر این موضوع ختم نبوت از دیدگاه مسلمانان بیان می‌شود که هم نبوت تشریعی و هم نبوت تبلیغی را پایان‌یافته می‌دانند.

## منشأ اعتقاد مسلمانان
قرآن پایان یافتن نبوت را اعلام و محمد، بارها آن را تکرار کرده است.

### آیات قرآن
ما کان محمد ابا احد من رجالکم ولکن رسول‌الله و خاتم النبیین.
محمد پدر هیچ‌یک از مردان شما نیست، همانا او فرستاده خدا و پایان دهنده پیامبران است
خاتَم در زبان عربی به معنای وسیله‌ای است که چیز دیگری را پایان می‌بخشد. چنان‌که انگشتری را که با آن نامه را ختم و مهر می‌کرده‌اند را نیز خاتم می‌نامند.
در گذشته روی در نامه یا ظرف یا خانه‌ای، برای این‌که کسی آن را باز نکند، ماده چسبنده‌ای قرار می‌دادند که به آن خاتم می‌گفتند که گاهی جنس آن از گل چسبنده بوده است. امروز از آن تعبیر به «لاک و مهر» می‌شود. و این‌که یکی از معانی خاتم انگشتر است به این دلیل است که از آن برای مهر کردن نامه استفاده می‌شده است.
در قرآن نیز واژهٔ ختم به معنای پایان بخشیدن و بستن، به کار رفته است.
محسن قرائتی، روحانی شیعه، اعتقاد دارد که در قرآن ۳۰ بار عبارت «من قبلک» یعنی پیش از تو آمده، اما یک بار هم عبارتی به نام «من بعدک» یعنی پس از تو نمی‌آید.
در آیات دیگری از قرآن نیز به ختمیت وحی اشاره شده است.

### احادیث و روایات
محمد، پیامبر اسلام، می‌گوید:
ارسلت الی الناس کافة، بی ختم النبیون برای تمام مردم فرستاده شدم و توسط من نبوت پایان داده شد.
علی، امام اول شیعیان؛ می‌گوید:
«بابی انت و امی، [یا رسول‌ا..]. لقد انقطع بموتک ما لم ینقطع بموت غیرک من النبوة و الانباء و اخبار السماء خصصت حتی صرت مسلیا عمن سواک و عممت حتی صار الناس فیک سواد.»
یعنی: پدر و مادرم فدای تو ای رسول خدا با مرگ تو رشته‌ای پاره شد که در مرگ دیگران این گونه قطع نشد، با مرگ تو رشته پیامبری و فرود آمدن پیام و اخبار آسمانی گسست.

## آراء اندیشمندان اسلامی
علی شریعتی
از این پس انسان بر اساس طرز تربیتش، قادر است که بدون وحی و بدون نبوت جدید، خود روی پای خودش به زندگی ادامه دهد و آن را کامل کند؛ بنابراین دیگر نبوت ختم است، خودتان به راه بیفتید.
محمد تقی مصباح یزدی 
قبلاً اشاره کردیم که حکمت تعدّد پیامبران و پی در پی آمدن آنان این است که از سویی در زمانهای پیشین، تبلیغ رسالت الهی در همه اقطار زمین و در میان همه امتها به وسیله یک فرد، میسّر نبوده است؛ و از سوی دیگر، گسترش و پیچیده شدن روابط و پیدایش پدیده‌های اجتماعی نوین، وضع قوانین جدید، یا تغییر قوانین قبلی را می‌طلبیده است؛ و از سوی دیگر، تحریفها و دگرگونیهایی که به مرور زمان و در اثر دخالتهای جاهلانه و مغرضانه افراد و گروه‌هایی پدید می‌آمده نیاز به تصحیح تعالیم الهی را به وسیله پیامبر دیگری به وجود می‌آورده است.

بنابراین، در شرایطی که تبلیغ رسالت الهی در همه جهان به‌وسیلهٔ یک پیامبر و به کمک یاران و جانشینان وی میسّر باشد؛ و احکام و قوانین یک شریعت، پاسخگوی نیازهای حال و آینده جامعه باشد و پیش‌بینی‌های لازم برای مسائل نوظهور، در آن شریعت شده باشد؛ و نیز تضمینی برای بقاء و مصونیّت آن از تحریفات، وجود داشته باشد دیگر موجبی برای مبعوث شدن پیامبر دیگری نخواهد بود.

## عرفان اسلامی
بر اساس دیدگاه عرفای مسلمان از جمله ابن عربی و مولوی و سنایی پیامبر اسلام میوه درخت نبوت و آخرین پیامبران است.

## دین‌های پسااسلامی (بابیت و بهائیت…)
در دین‌هایی مانند بابیت و بهائیت...، محمد بن عبدالله، آخرین پیغمبر نیست.